# 周守为
周守为（1950年11月11日—），四川南充人，中国海洋石油开发工程专家，中国工程院院士。

## 生平[1]
1982年，毕业于西南石油学院石油和天然气工程专业，获博士学位。
2009年，当选中国工程院院士。